# Sonic Labyrinth
Sonic Labyrinth ist ein Pseudo-3D-Action-Computerspiel, das von Minato Giken entwickelt und von Sega erstmals in Europa am 17. Oktober 1995 veröffentlicht wurde.
Es setzt auf eine isometrische Kameraansicht, ist aber kein Jump ’n’ Run, weil Sonic nicht springen kann. Sein Pendant für das Sega Mega Drive und Sega Saturn ist Sonic 3D: Flickies’ Island.

## Handlung
Um Sonic the Hedgehog aufhalten zu können, hat Dr. Robotnik heimlich Sonics Schuhe vertauscht, während dieser geschlafen hat. Nun kann Sonic die sogenannten Speed Down Boots nicht mehr ausziehen und bewegt sich deswegen nur noch langsam fort oder benutzt seinen Spin Dash. Sonic wird in ein Labyrinth-artiges Verlies eingesperrt, während Dr. Robotnik auf South Island die Chaos Emeralds sucht.

## Gameplay
In Sonic Labyrinth übernimmt der Spieler die Kontrolle über den blauen Igel Sonic in einem Action-Spiel mit isometrischer Kameraperspektive. Neben dem Steuerkreuz zur Bewegung ist nur ein Aktionsknopf zum gezielten Rollen oder dem Spin Dash nötig. Ziel des Spiels ist das immer erneute Sammeln von drei Schlüsseln innerhalb eines Labyrinths. Diese können versteckt oder in Gegnern enthalten sein. Erst mit allen drei Schlüsseln erreicht man den nächsten Abschnitt.
Das Spiel besteht aus vier Zonen (Sky, Sea, Factory und Castle) mit je drei Acts, die als Level definiert werden können, gefolgt von einem Bosskampf und einer Bonus Stage, in der man Ringe sammeln kann. Sammelt man 100 Ringe, erhält man ein weiteres Extraleben. Nimmt Sonic Schaden, verliert er ein Extraleben.

## Entwicklung
Sega zeigte schon früh Interesse an 3D-Technologie und bereits Special Stages vorheriger Sonic-Spiele zeigten stets Ansätze und Versuche, Spiele in die dritte Dimension zu befördern. Sonic Labyrinth erinnert dabei an das klassische Marble Madness.

## Neuveröffentlichungen
Nach der Erstveröffentlichung von Sonic Labyrinth für den Sega Game Gear war das Spiel auch auf Sonic Adventure DX: Director’s Cut (2003, Nintendo GameCube, PC), Sonic Mega Collection Plus (2004, PlayStation 2, Xbox), Sonic PC Collection (2009, PC) und Sonic Origins Plus (2023) enthalten.
Zudem ist das Spiel für die Virtual Console des Nintendo 3DS (2013) erneut erschienen.

## Rezeption
Sonic Labyrinth erhielt gemischte Wertungen. Vor allem die absichtlich herausgenommene Geschwindigkeit wurde kritisiert.

„Sooo neu ist die Idee ja nicht, aber Sega hat daraus ein sehr vergnügliches Modul mit vielen Extras und immer herausfordernden, kunterbunten Levels gemacht. Wegen der isometrischen Perspektive muß man sich erstmal mit der ungewohnten Steuerung anfreunden. Leider ist es nicht möglich, bereits absolvierte Abschnitte per Paßwort zu überspringen.“